# NGC 1219
NGC 1219 is een spiraalvormig sterrenstelsel in het sterrenbeeld Walvis. Het hemelobject werd op 9 september 1864 ontdekt door de Duitse astronoom Albert Marth.

## Synoniemen
- PGC 11752
- UGC 2556
- MCG 0-9-6
- ZWG 390.6
- KUG 0305+019
- IRAS 03058+0154